# هيرميلينهين
هيرميلينهين (بالفرنسية: Hermelinghen)‏ هي بلدية تقع في إقليم باد كاليه من منطقة نور با دو كاليه في شمال فرنسا. تبلغ مساحة هذه المدينة 6.43 (كم²)، وترتفع عن سطح البحر 118 م، يبلغ عدد سكانها 311 نسمة حسب إحصاء المعهد الوطني للإحصاء والدراسات الاقتصادية سنة 2009 م. وترأس Christophe Dupont البلدية خلال فترة (2008-2014).